# End-of-year Internationals 2018
Die End-of-year Internationals 2018 (auch als Autumn Internationals 2018 bezeichnet) waren eine vom 27. Oktober bis zum 24. November 2018 stattfindende Serie von internationalen Rugby-Union-Spielen zwischen Mannschaften der ersten, zweiten und dritten Stärkeklasse.
Zwei Ergebnisse sind besonders hervorzuheben: Am 17. November gelang Irland der erste Heimsieg über die neuseeländischen All Blacks und am 24. November verlor Frankreich erstmals überhaupt gegen Fidschi.

## Ergebnisse

### Drittes Spiel um den Bledisloe Cup
| 27. Oktober 2018 15:00 JST | Neuseeland | 37 : 20         | Australien | Nissan-Stadion, Yokohama Zuschauer: 46.143 Schiedsrichter: Romain Poite (Frankreich) |
| 27. Oktober 2018 15:00 JST | Versuche: Squire 11. erh. Read 35. erh. B. Barrett 58. erh. Smith 69. n.erh. Ioane 77. n.erh. Erhöhungen: B. Barrett (3/4) Straftritte: B. Barrett (2/2) 24., 52. | (17:10) Bericht | Versuche: Naivalu 38. erh. Folau 75. erh. Erhöhungen: Foley (2/2) Straftritte: Beale (1/1) 20. Foley (1/1) 47. | Nissan-Stadion, Yokohama Zuschauer: 46.143 Schiedsrichter: Romain Poite (Frankreich) |

- Sekope Kepu spielte zum 100. Mal in einem Test Match für Australien, Sonny Bill Williams zum 50. Mal für Neuseeland.

### Woche 1
| 3. November 2018 14:00 OEZ | Rumänien A | 36 : 5         | Kenia                        | Ghencea-Sportkomplex, Bukarest Schiedsrichter: Alexandru Ionescu (Rumänien) |
| 3. November 2018 14:00 OEZ | Versuche: Melinte 2. erh. Pristăviță 15. n.erh. Căpățână 37. erh. Strafversuch 40. Dumitru 68. erh. Erhöhungen: Melinte (2/3) Plai (1/1) Straftritte: Plai (1/1) 20. | (29:5) Bericht | Versuche: William 30. n.erh. | Ghencea-Sportkomplex, Bukarest Schiedsrichter: Alexandru Ionescu (Rumänien) |

| 3. November 2018 14:45 WEZ | Wales | 21 : 10         | Schottland                                                                             | Millennium Stadium, Cardiff Zuschauer: 63.188 Schiedsrichter: Mathieu Raynal (Frankreich) |
| 3. November 2018 14:45 WEZ | Versuche: North 29. n.erh. J. Davies 47. erh. Erhöhungen: Halfpenny (1/2) Straftritte: Halfpenny (3/3) 4., 14., 22. | (14:10) Bericht | Versuche: McInally 34. erh. Erhöhungen: Hastings (1/1) Straftritte: Hastings (1/1) 25. | Millennium Stadium, Cardiff Zuschauer: 63.188 Schiedsrichter: Mathieu Raynal (Frankreich) |

- Erstmals seit 2002 gelang es den Walisern, ihr Auftaktspiel der End-of-year Internationals für sich zu entscheiden.

| 3. November 2018 14:45 JST | Japan | 31 : 69         | Neuseeland | Ajinomoto-Stadion, Chōfu Zuschauer: 43.751 Schiedsrichter: Matthew Carley (England) |
| 3. November 2018 14:45 JST | Versuche: Anise 3. erh. Tui 32. erh. Lafaele (2) 40. n.erh., 69. erh. Henry 51. n.erh. Erhöhungen: Tamura (3/5) | (19:38) Bericht | Versuche: Coles 14. erh. Moʻunga 18. erh. Laumape (3) 27. erh., 37. erh., 62. erh. Tahuriorangi 34. erh. Bridge (2) 46. erh., 66. n.erh. Naholo 56. n.erh. Proctor 59. erh. Erhöhungen: Moʻunga (7/8) J. Barrett (1/2) Straftritte: Moʻunga (1/1) 2. | Ajinomoto-Stadion, Chōfu Zuschauer: 43.751 Schiedsrichter: Matthew Carley (England) |

- Hiroshi Yamashita absolvierte sein 50. Test Match für Japan.

| 3. November 2018 15:00 WEZ | England                                                 | 12 : 11       | Südafrika                                                     | Twickenham Stadium, London Zuschauer: 80.369 Schiedsrichter: Angus Gardner (Australien) |
| 3. November 2018 15:00 WEZ | Straftritte: Farrell (3/4) 20., 36., 72. Daly (1/1) 50. | (6:8) Bericht | Versuche: Nkosi 32. n.erh. Straftritte: Pollard (2/3) 6., 67. | Twickenham Stadium, London Zuschauer: 80.369 Schiedsrichter: Angus Gardner (Australien) |

| 3. November 2018 15:00 CDT | Irland | 54 : 7         | Italien                                               | Soldier Field, Chicago Zuschauer: 35.081 Schiedsrichter: Nigel Owens (Wales) |
| 3. November 2018 15:00 CDT | Versuche: Beirne (2) 4. erh., 42. erh. McGrath 32. erh. Larmour (3) 45. erh., 63. erh., 80. n.erh. Cronin 55. erh. Ringrose 65. erh. Erhöhungen: Carbery (5/5) Byrne (2/3) | (14:7) Bericht | Versuche: Campagnaro 38. erh. Erhöhungen: Canna (1/1) | Soldier Field, Chicago Zuschauer: 35.081 Schiedsrichter: Nigel Owens (Wales) |

### Woche 2
| 10. November 2018 14:00 MEZ | Russland | 47 : 20        | Namibia | Kuban-Stadion, Krasnodar Schiedsrichter: Rasta Rasivhenge (Südafrika) |
| 10. November 2018 14:00 MEZ | Versuche: Selski 6. erh. Ostrikow 34. erh. Simplikewitsch 36. n.erh. Ostrouschko 42. erh. Artemjew 45. erh. Sytschow 57. erh. Dorofejew 70. erh. Erhöhungen: Kuschnarjow (6/7) | (19:6) Bericht | Versuche: Kisting 53. erh. de la Harpe 75. erh. Erhöhungen: Stevens (2/2) Straftritte: Loubser (2/2) 9., 23. | Kuban-Stadion, Krasnodar Schiedsrichter: Rasta Rasivhenge (Südafrika) |

- Juri Kuschnarjow absolvierte sein 100. und Jewgeni Matwejew sein 50. Test Match für Russland.

| 10. November 2018 14:30 WEZ | Schottland | 54 : 17         | Fidschi                                                                                             | Murrayfield Stadium, Edinburgh Zuschauer: 67.144 Schiedsrichter: Andrew Brace (Irland) |
| 10. November 2018 14:30 WEZ | Versuche: Dell 11. erh. Brown 17. erh. Seymour (3) 40. erh., 55. erh., 61. n.erh. Maitland 41. erh., Ritchie 76. erh. Hastings 79. erh. Erhöhungen: Laidlaw (5/5) Russell (2/2) | (21:17) Bericht | Versuche: Mata 21. erh. Radradra 27. erh. Erhöhungen: Volavola (2/2) Straftritte: Volavola (1/3) 2. | Murrayfield Stadium, Edinburgh Zuschauer: 67.144 Schiedsrichter: Andrew Brace (Irland) |

| 10. November 2018 15:00 MEZ | Italien | 28 : 17        | Georgien | Stadio Artemio Franchi, Florenz Zuschauer: 18.424 Schiedsrichter: Glen Jackson (Neuseeland) |
| 10. November 2018 15:00 MEZ | Versuche: Campagnaro 19. erh. Bellini 38. n.erh. Budd 43. n.erh. Allan 56. n.erh. Erhöhungen: Allan (1/4) Straftritte: Allan (2/2) 9., 36. | (18:7) Bericht | Versuche: Mtschedlidse 15. erh. Strafversuch 62. Erhöhungen: Matiaschwili (1/1) Straftritte: Matiaschwili (1/2) 52. | Stadio Artemio Franchi, Florenz Zuschauer: 18.424 Schiedsrichter: Glen Jackson (Neuseeland) |

| 10. November 2018 15:00 WEZ | England                                                                                           | 15 : 16         | Neuseeland | Twickenham Stadium, London Zuschauer: 82.149 Schiedsrichter: Jérôme Garcès (Frankreich) |
| 10. November 2018 15:00 WEZ | Versuche: Ashton 1. n.erh. Hartley 23. erh. Erhöhungen: Farrell (1/2) Dropgoals: Farrell (1/1) 9. | (15:13) Bericht | Versuche: McKenzie 38. erh. Erhöhungen: B. Barrett (1/1) Straftritte: B. Barrett (2/2) 40., 59. Dropgoals: B. Barrett (1/1) 45. | Twickenham Stadium, London Zuschauer: 82.149 Schiedsrichter: Jérôme Garcès (Frankreich) |

| 10. November 2018 17:20 WEZ | Wales                                                  | 9 : 6         | Australien                                    | Millennium Stadium, Cardiff Zuschauer: 64.110 Schiedsrichter: Ben O’Keeffe (Neuseeland) |
| 10. November 2018 17:20 WEZ | Straftritte: Halfpenny (2/4) 21., 67. Biggar (1/1) 76. | (3:3) Bericht | Straftritte: Foley (1/1) 33. Toomua (1/1) 74. | Millennium Stadium, Cardiff Zuschauer: 64.110 Schiedsrichter: Ben O’Keeffe (Neuseeland) |

- Erster Sieg der Waliser über die Wallabies seit 2008.

| 10. November 2018 18:30 MEZ | Vereinigte Staaten | 30 : 29         | Samoa | Estadio Anoeta, San Sebastián Schiedsrichter: Alexandre Ruiz (Frankreich) |
| 10. November 2018 18:30 MEZ | Versuche: Taufete’e 10. erh. Germishuys 17. n.erh. Dolan (2) 35. n.erh., 67. erh. Erhöhungen: Hooley (2/4) Straftritte: Hooley (2/3) 16., 80. | (20:26) Bericht | Versuche: Mulipola 25. erh. Fidow 31. erh. Matavao 33. erh. Taulagi 40. n.erh. Erhöhungen: Pisi (3/4) Straftritte: Leuila (1/1) 70. | Estadio Anoeta, San Sebastián Schiedsrichter: Alexandre Ruiz (Frankreich) |

- Erster Sieg der Vereinigten Staaten über Samoa.

| 10. November 2018 18:30 WEZ | Irland | 28 : 17         | Argentinien                                                              | Aviva Stadium, Dublin Zuschauer: 52.000 Schiedsrichter: Nic Berry (Australien) |
| 10. November 2018 18:30 WEZ | Versuche: Marmion 8. n.erh. Aki 24. erh. McGrath 65. erh. Erhöhungen: Sexton (2/3) Straftritte: Sexton (3/4) 38., 57., 75. | (15:14) Bericht | Versuche: Delguy 16. n.erh. Straftritte: Sánchez (4/4) 2., 11., 34., 42. | Aviva Stadium, Dublin Zuschauer: 52.000 Schiedsrichter: Nic Berry (Australien) |

| 10. November 2018 21:05 MEZ | Frankreich | 26 : 29        | Südafrika | Stade de France, Saint-Denis Schiedsrichter: Nigel Owens (Wales) |
| 10. November 2018 21:05 MEZ | Versuche: Guirado 36. erh. Bastareaud 41. erh. Erhöhungen: Serin (2/2) Straftritte: Serin (3/5) 6., 11., 66. Dropgoals: Lopez (1/1) 33. | (16:9) Bericht | Versuche: Nkosi 43. erh. Mbonambi 80.+4 erh. Erhöhungen: Pollard (2/2) Straftritte: Pollard (5/5) 12., 21., 28., 52., 60. | Stade de France, Saint-Denis Schiedsrichter: Nigel Owens (Wales) |

### Woche 3
| 17. November 2018 13:00 WEZ | Uruguay                                             | 7 : 68         | Fidschi | The Gillman's Ground, Hartpury Schiedsrichter: Tom Foley (England) |
| 17. November 2018 13:00 WEZ | Versuche: Arata 30. erh. Erhöhungen: Berchesi (1/1) | (7:35) Bericht | Versuche: Sau (3) 4. erh., 57. n.erh., 60. erh. Talebula 10. erh. Yato (3) 14. erh., 33. erh., 69. erh. Tuisova 23. erh. Kunatani 75. erh. Volavola 79. erh. Erhöhungen: Volavola (9/10) | The Gillman's Ground, Hartpury Schiedsrichter: Tom Foley (England) |

| 17. November 2018 14:00 OEZ | Rumänien                     | 5 : 31         | Vereinigte Staaten                                                                                                   | Ghencea-Sportkomplex, Bukarest Schiedsrichter: Christopher Ridley (England) |
| 17. November 2018 14:00 OEZ | Versuche: Melinte 13. n.erh. | (5:15) Bericht | Versuche: de Haas 9. n.erh. Campbell (2) 23. erh., 56. n.erh. Matyas 45. erh. Moore 76. erh. Erhöhungen: Magie (3/5) | Ghencea-Sportkomplex, Bukarest Schiedsrichter: Christopher Ridley (England) |

| 17. November 2018 14:30 WEZ | Wales | 74 : 24         | Tonga | Millennium Stadium, Cardiff Zuschauer: 61.284 Schiedsrichter: Nic Berry (Australien) |
| 17. November 2018 14:30 WEZ | Versuche: Strafversuch 2. Biggar 5. erh. L. Williams (2) 10. erh., 77. erh. Evans 45. erh. T. Williams 57. erh. Morgan 62. n.erh. Hill 64. erh. Davies 69. erh. Patchell 71. erh. Erhöhungen: Biggar (4/4) Patchell (4/5) Straftritte: Biggar (2/2) 22., 51. | (24:17) Bericht | Versuche: Fifita 31. erh. Mafi 38. erh. Vailanu 42. erh. Erhöhungen: Takulua (3/3) Straftritte: Takulua (1/1) 8. | Millennium Stadium, Cardiff Zuschauer: 61.284 Schiedsrichter: Nic Berry (Australien) |

- Liam Williams nahm zum 50. Mal an einem Test Match für Wales teil.
- Bisher deutlichster Sieg der Waliser über Tonga.

| 17. November 2018 15:00 WEZ | England | 35 : 15         | Japan                                                                                                | Twickenham Stadium, London Zuschauer: 81.151 Schiedsrichter: Paul Williams (Neuseeland) |
| 17. November 2018 15:00 WEZ | Versuche: Care 2. erh. Wilson 58. erh. Cokanasiga 69. erh. Hartley 75. n.erh. Erhöhungen: Ford (3/4) Straftritte: Daly (1/1) 27. Ford (2/2) 55., 64. | (10:15) Bericht | Versuche: Nakamura 21. erh. Leitch 30. n.erh. Erhöhungen: Tamura (1/2) Straftritte: Tamura (1/1) 15. | Twickenham Stadium, London Zuschauer: 81.151 Schiedsrichter: Paul Williams (Neuseeland) |

- George Ford nahm zum 50. Mal an einem Test Match für England teil.

| 17. November 2018 15:00 MEZ | Italien                                            | 7 : 26         | Australien                                                                                          | Stadio Euganeo, Padua Zuschauer: 18.621 Schiedsrichter: Pascal Gaüzère (Frankreich) |
| 17. November 2018 15:00 MEZ | Versuche: Bellini 45. erh. Erhöhungen: Allan (1/1) | (0:20) Bericht | Versuche: Koroibete (2) 29. erh., 34. erh. Tupou 43. erh. Genia 78. n.erh. Erhöhungen: Toomua (3/4) | Stadio Euganeo, Padua Zuschauer: 18.621 Schiedsrichter: Pascal Gaüzère (Frankreich) |

| 17. November 2018 15:45 MEZ | Spanien | 34 : 13         | Namibia                                                                                 | Estadio Nacional Complutense, Madrid Zuschauer: 4.000 Schiedsrichter: Pierre Brousset (Frankreich) |
| 17. November 2018 15:45 MEZ | Versuche: Garcia 15. erh. Strafversuch (2) 27., 63. Sánchez 40. erh. Erhöhungen: Calle (2/2) Straftritte: Calle (2/2) 69., 77. | (21:10) Bericht | Versuche: Stevens 9. erh. Erhöhungen: Stevens (1/1) Straftritte: Stevens (2/2) 21., 48. | Estadio Nacional Complutense, Madrid Zuschauer: 4.000 Schiedsrichter: Pierre Brousset (Frankreich) |

| 17. November 2018 17:20 WEZ | Schottland                                                                                             | 20 : 26         | Südafrika | Murrayfield Stadium, Edinburgh Zuschauer: 67.144 Schiedsrichter: Romain Poite (Frankreich) |
| 17. November 2018 17:20 WEZ | Versuche: Horne 18. erh. Watson 33. erh. Erhöhungen: Laidlaw (2/2) Straftritte: Laidlaw (2/2) 26., 46. | (17:20) Bericht | Versuche: Kriel 5. erh. Pollard 20. erh. Erhöhungen: Pollard (2/2) Straftritte: Pollard (3/5) 24., 38., 49. Jantjies (1/1) 72. | Murrayfield Stadium, Edinburgh Zuschauer: 67.144 Schiedsrichter: Romain Poite (Frankreich) |

| 17. November 2018 18:00 MZ | Georgien | 27 : 19         | Samoa                                                                            | Awtschala-Stadion, Tiflis Schiedsrichter: Karl Dickson (England) |
| 17. November 2018 18:00 MZ | Versuche: Lobschanidse 30. erh. Giorgadse 60. erh. Aprasidse 65. erh. Erhöhungen: Abschandadse (3/3) Straftritte: Abschandadse (2/2) 2., 71. | (10:19) Bericht | Versuche: Taulagi 7. erh. Paulo 16. n.erh. Tuala 25. erh. Erhöhungen: Pisi (2/3) | Awtschala-Stadion, Tiflis Schiedsrichter: Karl Dickson (England) |

- Tamas Mtschedlidse nahm zum 50. Mal an einem Test Match für Georgien teil.

| 17. November 2018 19:00 WEZ | Irland                                                                                        | 16 : 9        | Neuseeland                                                          | Aviva Stadium, Dublin Zuschauer: 51.000 Schiedsrichter: Wayne Barnes (England) |
| 17. November 2018 19:00 WEZ | Versuche: Stockdale 47. erh. Erhöhungen: Sexton (1/1) Straftritte: Sexton (3/3) 10., 26., 38. | (9:6) Bericht | Straftritte: B. Barrett (2/2) 16., 68. Dropgoals: Barrett (1/1) 28. | Aviva Stadium, Dublin Zuschauer: 51.000 Schiedsrichter: Wayne Barnes (England) |

| 17. November 2018 21:05 MEZ | Frankreich | 28 : 13         | Argentinien                                                                           | Stade Pierre-Mauroy, Villeneuve-d’Ascq Zuschauer: 40.0000 Schiedsrichter: Glen Jackson (Neuseeland) |
| 17. November 2018 21:05 MEZ | Versuche: Thomas (2) 24. n.erh., 47. erh. Guirado 70. erh. Erhöhungen: Serin (2/3) Straftritte: Serin (3/3) 7., 32., 67. | (11:10) Bericht | Versuche: Moyano 1. erh. Erhöhungen: Sánchez (1/1) Straftritte: Sánchez (2/2) 9., 45. | Stade Pierre-Mauroy, Villeneuve-d’Ascq Zuschauer: 40.0000 Schiedsrichter: Glen Jackson (Neuseeland) |

### Woche 4
| 24. November 2018 14:00 OEZ | Rumänien | 20 : 27         | Uruguay | Ghencea-Sportkomplex, Bukarest Schiedsrichter: Ben Whitehouse (Wales) |
| 24. November 2018 14:00 OEZ | Versuche: Melinte 17. erh. Pristăviță 72. erh. Erhöhungen: Plai (1/1) Vlaicu (1/1) Straftritte: Plai (2/2) 6., 31. | (13:13) Bericht | Versuche: Vilaseca 40. erh. Strafversuch 62. Ormaechea 80. erh. Erhöhungen: Berchesi (2/2) Straftritte: Berchesi (2/2) 25., 38. | Ghencea-Sportkomplex, Bukarest Schiedsrichter: Ben Whitehouse (Wales) |

| 24. November 2018 14:05 WEZ | Japan | 32 : 27         | Russland | Kingsholm Stadium, Gloucester Schiedsrichter: Jérôme Garcès (Frankreich) |
| 24. November 2018 14:05 WEZ | Versuche: Leitch (2) 30. erh., 71. n.erh. Fukuoka 43. erh. Tui 54. erh. Erhöhungen: Matsuda (3/4) Straftritte: Matsuda (2/2) 25., 67. | (10:19) Bericht | Versuche: Ostrouschko 21. erh. Selski 58. n.erh. Erhöhungen: Kuschnarjow (1/1) Straftritte: Kuschnarjow (2/2) 8., 18. Gaissin 36., 37. | Kingsholm Stadium, Gloucester Schiedsrichter: Jérôme Garcès (Frankreich) |

| 24. November 2018 14:30 WEZ | Schottland                                                            | 14 : 9        | Argentinien                              | Murrayfield Stadium, Edinburgh Zuschauer: 67.144 Schiedsrichter: Paul Williams (Neuseeland) |
| 24. November 2018 14:30 WEZ | Versuche: Maitland 66. n.erh. Straftritte: Laidlaw (3/3) 4., 33., 56. | (6:3) Bericht | Straftritte: Sánchez (3/3) 28., 43., 75. | Murrayfield Stadium, Edinburgh Zuschauer: 67.144 Schiedsrichter: Paul Williams (Neuseeland) |

| 24. November 2018 15:00 MEZ | Italien                      | 3 : 66 | Neuseeland | Stadio Olimpico, Rom Zuschauer: 53.204 Schiedsrichter: Andrew Brace (Irland) |
| 24. November 2018 15:00 MEZ | Straftritte: Allan (1/1) 13. | (3:31) | Versuche: Perenara 9. n.erh. McKenzie (3) 18. erh., 28. n.erh., 53. erh. J. Barrett (4) 32. erh., 40. erh., 73. erh., 80. erh. Laumape 44. erh. B. Barrett 46. erh. Erhöhungen: B. Barrett (5/7) Moʻunga (3/3) | Stadio Olimpico, Rom Zuschauer: 53.204 Schiedsrichter: Andrew Brace (Irland) |

| 24. November 2018 15:00 WEZ | England | 37 : 18         | Australien                                                                                            | Twickenham Stadium, London Zuschauer: 81.275 Schiedsrichter: Jaco Peyper (Südafrika) |
| 24. November 2018 15:00 WEZ | Versuche: May 3. erh. Daly 44. erh. Cokanasiga 56. erh. Farrell 76. erh. Erhöhungen: Farrell (4/4) Straftritte: Farrell (3/3) 15., 34., 64. | (13:10) Bericht | Versuche: Folau (2) 37. erh., 80.+2 erh. Erhöhungen: Toomua (2/2) Straftritte: Toomua (2/2) 7., 40.+2 | Twickenham Stadium, London Zuschauer: 81.275 Schiedsrichter: Jaco Peyper (Südafrika) |

| 24. November 2018 15:00 WEZ | Portugal                                                                                                  | 23 : 29         | Namibia | Estádio Municipal Sérgio Conceição, Coimbra Schiedsrichter: Mike Adamson (Schottland) |
| 24. November 2018 15:00 WEZ | Versuche: Vassalo 7. erh. Marta 40. erh. Erhöhungen: Guedes (2/2) Straftritte: Guedes (3/3) 14., 25., 79. | (20:17) Bericht | Versuche: Forbes 4. erh. Nortje 37. erh. Greyling 49. erh. Tromp 66. n.erh. Erhöhungen: Loubser (3/4) Straftritte: Loubser (1/1) 15. | Estádio Municipal Sérgio Conceição, Coimbra Schiedsrichter: Mike Adamson (Schottland) |

| 24. November 2018 15:45 MEZ | Spanien                                                                           | 10 : 28        | Samoa                                                                                         | Estadio Nacional Complutense, Madrid Zuschauer: 10.800 Schiedsrichter: Frank Murphy (Irland) |
| 24. November 2018 15:45 MEZ | Versuche: Stewart 53. erh. Erhöhungen: Levy (1/1) Straftritte: Peluchon (1/1) 12. | (3:10) Bericht | Versuche: Lam (2) 38. erh., 49. erh. Lee-Lo 58. erh. Fidow 68. erh. Erhöhungen: Taulagi (4/4) | Estadio Nacional Complutense, Madrid Zuschauer: 10.800 Schiedsrichter: Frank Murphy (Irland) |

| 24. November 2018 17:20 WEZ | Wales | 20 : 11        | Südafrika                                                                    | Millennium Stadium, Cardiff Zuschauer: 62.203 Schiedsrichter: Luke Pearce (England) |
| 24. November 2018 17:20 WEZ | Versuche: Francis 10. erh. Williams 16. erh. Erhöhungen: Anscombe (2/2) Straftritte: Biggar (2/2) 69., 72. | (14:8) Bericht | Versuche: Kriel 56. n.erh. Straftritte: Pollard (1/1) 20. Jantjies (1/1) 62. | Millennium Stadium, Cardiff Zuschauer: 62.203 Schiedsrichter: Luke Pearce (England) |

| 24. November 2018 18:00 OEZ | Georgien | 20 : 9        | Tonga                                 | Micheil-Meschi-Stadion, Tiflis Schiedsrichter: Mathieu Raynal (Frankreich) |
| 24. November 2018 18:00 OEZ | Versuche: Giorgadse 24. erh. Schwania 80. erh. Erhöhungen: Abschandadse (2/2) Straftritte: Abschandadse (2) 54., 70. | (7:6) Bericht | Straftritte: Takulua (3) 6., 16., 41. | Micheil-Meschi-Stadion, Tiflis Schiedsrichter: Mathieu Raynal (Frankreich) |

| 24. November 2018 18:30 WEZ | Irland | 57 : 14         | Vereinigte Staaten                                                    | Aviva Stadium, Dublin Zuschauer: 51.000 Schiedsrichter: Ben O’Keeffe (Neuseeland) |
| 24. November 2018 18:30 WEZ | Versuche: Conway (3) 2. erh., 16., 76. erh. Conan 33. erh. Beirne 52. erh. McCloskey 58. n.erh. Roux 65. erh. Ryan 80. erh. Erhöhungen: Carbery (7/8) Straftritte: Carbery (1) 26. | (24:14) Bericht | Versuche: Taufete’e 11. erh. Strafversuch 22. Erhöhungen: Magie (1/1) | Aviva Stadium, Dublin Zuschauer: 51.000 Schiedsrichter: Ben O’Keeffe (Neuseeland) |

| 24. November 2018 21:05 MEZ | Frankreich                                                         | 14 : 21         | Fidschi | Stade de France, Saint-Denis Zuschauer: 42.200 Schiedsrichter: Matthew Carley (England) |
| 24. November 2018 21:05 MEZ | Versuche: Guirado (2) 25. erh., 40.+5 erh. Erhöhungen: Serin (2/2) | (14:12) Bericht | Versuche: Radradra 20. erh. Tuisova 31. n.erh. Erhöhungen: Volavola (1/2) Straftritte: Volavola (3) 44., 58., 80.+1 | Stade de France, Saint-Denis Zuschauer: 42.200 Schiedsrichter: Matthew Carley (England) |